# Issogne
Issogne là một đô thị tại vùng tự trị Thung lũng Aosta phía bắc Ý. Đô thị này có diện tích 23 km², dân số 1346 người..
Đô thị này có làng trực thuộc: Pied-de-ville, La Colombière, La Place (siège de la maison communale), Les Magaret, Les Perruchon, Follias, Les Genot, Les Migot, Les Garines, Fleuran, Clapeyas, Favà, Mure, Sommet-de-ville, Barmet, Les Mariette, La Ronchaille Dessus, La Ronchaille Dessous.
Đô thị này giáp các đô thị sau: Arnad, Champdepraz, Champorcher, Pontboset, Verrès.

## Biến động dân số
| Allein • Antey-Saint-André • Aoste • Arnad • Arvier • Avise • Ayas • Aymavilles • Bard • Bionaz • Brissogne • Brusson • Challand-Saint-Anselme • Challand-Saint-Victor • Chambave • Chamois • Champdepraz • Champorcher • Charvensod • Châtilon • Cogne • Courmayeur • Donnas • Doues • Emarèse • Etroubles • Fontainemore • Fénis • Gaby • Gignod • Gressan • Gressoney-La-Trinité • Gressoney-Saint-Jean • Hône • Introd • Issime • Issogne • Jovençan • La Magdeleine • La Salle • La Thuile • Lillianes • Montjovet • Morgex • Nus • Ollomont • Oyace • Perloz • Pollein • Pont-Saint-Martin • Pontboset • Pontey • Pré-Saint-Didier • Quart • Rhêmes-Notre-Dame • Rhêmes-Saint-Georges • Roisan • Saint-Christophe • Saint-Denis • Saint-Marcel • Saint-Nicolas • Saint-Oyen • Saint-Pierre • Saint-Rhémy-en-Bosses • Saint-Vincent • Sarre • Torgnon • Valgrisenche • Valpelline • Valsavarenche • Valtournenche • Verrayes • Verres • Villeneuve |